# Płotnikowo (rejon ordyński)
Płotnikowo (ros. Плотниково) – wieś (dieriewnia) w Rosji, w obwodzie nowosybirskim, w rejonie ordyńskim. W 2010 liczyła 394 mieszkańców.